# Regreso al campo

Zhang Heng

Regreso al campo (歸 田賦Gui tian fu ) es una obra literaria escrita en el estilo chino conocido como rapsodia: es de Zhang Heng (AD 78 – 139), un oficial, inventor, matemático y astrónomo de la dinastía Han de China (202 a. C. – 220 d. C.).  

## Características
Regreso al campo se escribió cuando Zhang se retiró al campo en 138, después de alejarse de la política corrupta de la capital, Luoyang, y luego desempeñó un cargo como administrador del Reino de Hejian. Su poema reflejaba la vida que deseaba llevar en el retiro al tiempo que enfatizaba marcadamente las ideas taoístas sobre su trasfondo confuciano. Liu Wu-chi escribe que al combinar las ideas taoístas con las confucianas, el poema de Zhang "anunciaba el verso metafísico y la poesía de la naturaleza de los siglos posteriores". En la rapsodia, Zhang también menciona explícitamente al sabio del taoísmo, Laozi (siglo VI a. C.), así como a Confucio (siglo VI a. C.), el duque de Zhou ( siglo XI a. C.) y a los Tres Soberanos.

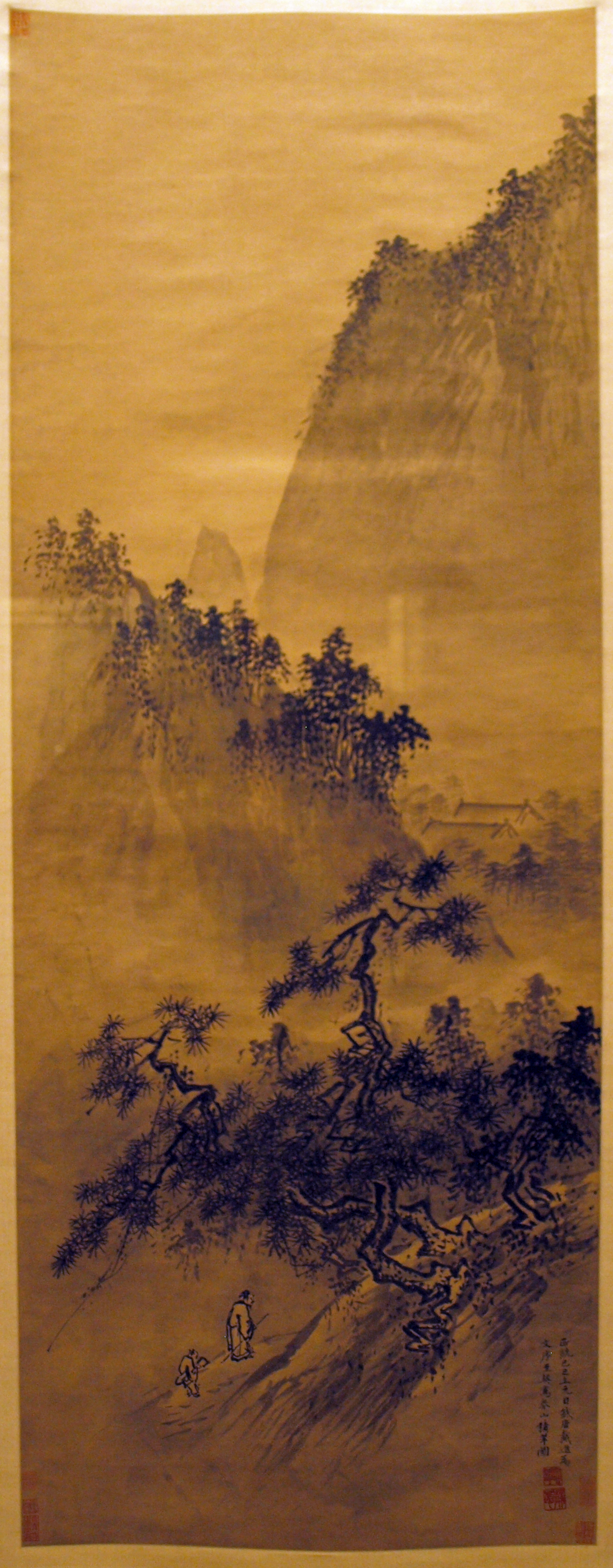
DaiJin. Paisaje verde de primavera. Shanghai Museum-

Regreso al campo es una obra fundamental en el género de la poesía de campos y jardines que ayudó a despertar siglos de entusiasmo poético por los poemas de diversas formas que comparten un tema común de la naturaleza principalmente con los seres humanos y el pensamiento humano aparentemente fuera del foco principal. Es de alguna manera similar al género de la poesía del paisaje; sin embargo, en el caso del género campos y jardines, la naturaleza se centró en su manifestación más doméstica, rindiendo homenaje a la apariencia de la naturaleza en los jardines, como se encuentra en los patios traseros, y se cultiva en el campo. Regreso al campo también invoca temas tradicionales de poesía clásica china que involucran la naturaleza versus la sociedad.

## Selección de la rapsodia

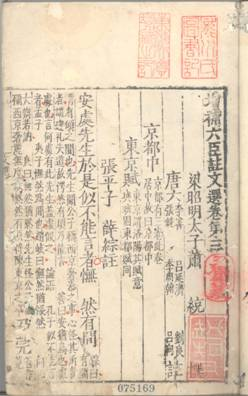
Rapsodia de Zhang Heng

Una sección sobre la primavera en la rapsodia de Zhang Heng, traducida en el libro An Introduction to Chinese Literature (1990) de Liu Wu-chi, dice así: 
|            | Luego viene la naciente primavera, en un grato mes, Cuando el viento es suave y el aire está despejado. Las llanuras y los pantanos están cubiertos de verdor Y los cien pastos se vuelven gruesos y gruesos. El águila pescadora real agita sus alas; Los orioles lloran tristemente Sus cuellos entrelazados, revoloteando, Se llaman unos a otros en notas tiernas. Así felizmente deambulo y juego, Para apreciar mis sentimientos: Soy como un dragón cantando en el páramo O un tigre rugiendo en la montaña. Miro hacia arriba y suelto la delgada cuerda del arco; Mirando hacia abajo pesco en un largo arroyo. El pájaro merodeador, golpeado por la flecha, Caen gotas de las nubes. Y el tiburón, enganchado por la codicia, Me suspendí en el abismo acuoso. Mientras tanto, el sol radiante ha inclinado su sombra Y es alcanzado por el auriga de la luna. Encantado por la alegría suprema de divagar, Olvidé todo el cansancio incluso cuando se pone el sol. Movido por el precepto transmitido por Laozi, Doy la espalda a la cabaña con techo de paja. Toco las cinco cuerdas con dedos hábiles; Leí el libro de Zhou y Kong. Florezco mi pluma e invoco palabras elegantes Para exponer los patrones de los Tres Emperadores. Si se deja que el corazón vague más allá de este reino, ¿Por qué debería saber la apariencia del honor y la desgracia? |
| Zhang Heng | |